# Sjats
Sjats (vitryska: Шаць, ryska: Shat’) är ett vattendrag i Belarus.   Det ligger i voblasten Minsks voblast, i den centrala delen av landet, 60 km söder om huvudstaden Minsk.
I omgivningarna runt Sjats växer i huvudsak blandskog. Runt Sjats är det ganska glesbefolkat, med 32 invånare per kvadratkilometer.